# Aeropuerto de Rankin Inlet
El Aeropuerto de Rankin Inlet (del inglés: Rankin Inlet Airport) (IATA: YRT, OACI: CYRT) está ubicado en Rankin Inlet, Nunavut, Canadá. Operado por el gobierno de este territorio.
En diciembre del 2005, el gobierno de Nunavut anunció que gastaría $3 millones para mejorar el sistema de aterrizaje instrumental.

## Aerolíneas y destinos
- Canadian North
  - Cape Dorset / Aeropuerto de Cape Dorset
  - Iqaluit / Aeropuerto de Iqaluit
  - Yellowknife / Aeropuerto de Yellowknife
- First Air
  - Iqaluit / Aeropuerto de Iqaluit
  - Yellowknife / Aeropuerto de Yellowknife
- West Wind Aviation
  -  Pronto Airways
    - Baker Lake / Aeropuerto de Baker Lake
    - Points North / Aeropuerto de Points North
    - Saskatoon / Aeropuerto Internacional de Saskatoon-Diefenbaker
- Kivalliq Air
  - Winnipeg / Aeropuerto Internacional de Winnipeg-Armstrong
- Calm Air
  - Thompson / Aeropuerto de Thompson
  - Winnipeg / Aeropuerto Internacional de Winnipeg-Armstrong